# Die Legende der Wächter (Romanzyklus)
Die Legende der Wächter (orig. Guardians of Ga’Hoole) ist eine sechzehn Bände umfassende Fantasy-Buchreihe von der US-amerikanischen Schriftstellerin Kathryn Lasky. Die ersten drei Bücher der Serie waren Grundlage für den Animationsfilm Die Legende der Wächter, der Plot des Films wiederum diente als Grundlage für das 2010 publizierte Videospiel Legend of the Guardians: The Owls of Ga’Hoole von Warner Bros.

## Inhalt
Die Erzählungen spielen in einem imaginären Reich der Eulen, in dem die jugendlichen Protagonisten heldenhaft allerlei Aufgaben lösen und Kämpfe bestehen. Mittelpunkt des Eulen-Universums ist der „Baum von Ga’Hoole“ (The Great Ga’Hoole Tree), großes Ziel der jugendlichen Helden ist, selbst einmal einer dieser mythischen und von ihnen hoch verehrten „Wächter von Ga’Hoole“ zu werden.
Als Ergänzung zum Zyklus dienen die drei Bände Lost Tales of Ga’Hoole, in denen drei alte Eulen die Mythen und Legenden des Eulenreichs erzählen, sowie der Band Guide Book to the Great Tree, eine Art Überblick über die Geschichte, Gesetze und spirituellen Vorstellungen des Großen Ga'Hoole-Baumes. The Rise of a Legend ist ein von dem Charakter Ezylryb verfasstes Buch, in dem die Vorgeschichte zur Buchreihe beschrieben wird.
Der Romanzyklus Die Legende der Wächter ist Bestandteil einer Serie von mehreren chronologischen Romanserien. Die Legenden über Ga'Hoole sind Bestandteil des Romanzyklus Die Legende der Wächter und bestehen aus den Bänden 9 – 10 – 11.
- Teil 1: Die Legenden über Ga'Hoole (3 Bände)
- Teil 2: Die Legende der Wächter (16 Bände)
- Teil 3: Der Clan der Wölfe (6 Bände)
- Teil 4: Die Spur der Donnerhufe (3 Bände)
- Teil 5: Das Vermächtnis der Eistatzen (3 Bände)

## Einzeltitel
Alle Bände der Serie Die Legende der Wächter sind im Verlag O. Maier, Ravensburg erschienen, wurden von Katharina Orgaß ins Deutsche übertragen und von Wahed Khakdan illustriert.
- 1. Die Entführung (The Capture)
- 2. Die Wanderschaft (The Journey)
- 3. Die Rettung (The Rescue)
- 4. Die Belagerung (The Siege)
- 5. Die Bewährung (The Shattering)
- 6. Die Feuerprobe (The Burning)
- 7. Der Verrat (The Hatchling)
- 8. Die Flucht (The Outcast)
- 9. Das Vermächtnis (The First Collier) *
- 10. Der Auserwählte (The Coming of Hoole) *
- 11. Das Königreich (To Be a King) *
- 12. Der Zauber (The Golden Tree)
- 13. Das Nebelschloss (River of Wind)
- 14. Die Verbannung (Exile)
- 15. Die Entscheidung (The War of the Ember)
- 16. Der Held (The Rise of a Legend)

Die Legenden über Ga'Hoole *